# Thomas Pink
Thomas Pink var en moderne britisk skjortemager, der blev grundlagt i London i 1984 af de tre irske brødre James, Peter og John Mullen. Virksomheden er i dag en del af LVMH-gruppen (Louis Vuitton Moet Hennessey). Der fandtes mere end 120 Thomas Pinkforretninger verden over i USA, Europa, Asien og Australien. Flagskbisbutikkerne lå i London, New York og Paris.

## Historie
Thomas Pink blev grundlagt af Mullenbrødrene, der var inspireret af Mr. Pink, der var en skrædder i 1700-tallet, som opfandt  'hunting pink', der blev brugt til højrøde jakker til jagtryttere.  